# Richland (Washington)
Richland és una població dels Estats Units a l'estat de Washington. Segons el cens del 2000 tenia 38.708 habitants.

## Demografia
Segons el cens del 2000, Richland tenia 38.708 habitants, 15.549 habitatges, i 10.682 famílies. La densitat de població era de 429,2 habitants per km².
Dels 15.549 habitatges en un 34,1% hi vivien nens de menys de 18 anys, en un 56% hi vivien parelles casades, en un 9,3% dones solteres, i en un 31,3% no eren unitats familiars. En el 27,2% dels habitatges hi vivien persones soles el 9,4% de les quals corresponia a persones de 65 anys o més que vivien soles. El nombre mitjà de persones vivint en cada habitatge era de 2,48 i el nombre mitjà de persones que vivien en cada família era de 3,02.
Per edats la població es repartia de la següent manera: un 27,2% tenia menys de 18 anys, un 7,5% entre 18 i 24, un 27,1% entre 25 i 44, un 25,4% de 45 a 60 i un 12,8% 65 anys o més.
L'edat mediana era de 38 anys. Per cada 100 dones de 18 o més anys hi havia 93,2 homes.
La renda mediana per habitatge era de 53.092 $ i la renda mediana per família de 61.482 $. Els homes tenien una renda mediana de 52.648 $ mentre que les dones 30.472 $. La renda per capita de la població era de 25.494 $. Aproximadament el 5,7% de les famílies i el 8,2% de la població estaven per davall del llindar de pobresa.

## Poblacions més properes
El següent diagrama mostra les poblacions més properes.